# Український консерватизм
Теорія українського монархізму (також Український консерватизм, сам Липинський називав цю теорію «українським гетьманським націоналізмом») — політична та ідеологічна теорія та доктрина, специфічний український варіант монархізму та консерватизму, розроблений В'ячеславом Липинським та, частково, Павлом Скоропадським у 20-х рр. 20 століття.

## Теорія
В'ячеслав Липинський — представник старовинного роду українсько-польської шляхти — заснував консервативну школу в українській політології. Походження його певною мірою спонукало до обґрунтування ідеї активної участі української шляхти в політичному та національному відродженні української держави. До революції 1917 року в його творчості ще проглядаються тенденції, близькі до народництва. Однак навіть тоді й пізніше Липинський як представник своєї верстви перебував на консервативних позиціях. Після 1917 року він не приєднався до Центральної Ради, натомість активно підтримав Гетьмана Павла Скоропадського, оскільки монархічна ідея була йому ближчою.
Особливістю і позитивним елементом національного консерватизму Липинського була ідея політичної інтеграції як засобу творення незалежної національної держави. Нація для нього — це всі громадяни держави. Націоналізм Липинського зводиться до того, що українці відрізняються від інших народів лише своєю політичною інтеграцією. Інтегровані на ґрунті етнокультури і національної самосвідомості, вони повинні згуртовувати всі народи в одне ціле. Поряд з цим важливою складовою його національного консерватизму можна вважати ставлення до ідеології, яку він виводить із народних традицій та звичаїв, зокрема з державного досвіду гетьмансько-козацьких часів, високої етичної культури хліборобської спільноти, вважаючи її рушійною силою національного відродження України.
Суттєвим внеском Липинського у політичну науку є його типологія та аналіз форм державного устрою. За його схемою, існують три основні типи державного устрою: 
- «демократія»
- «охлократія»
- «класократія»

Характеризуючи «демократію» Липинський зауважує, що державна влада в її умовах або ж потрапляє безпосередньо до рук "багатіїв-плутократів", або до рук найнятих ними політиків-професіоналів з-поміж інтелігенції. Внаслідок цього державна влада стає знаряддям реалізації не народних, а приватних інтересів окремих осіб чи угруповань. Розмежування в умовах демократії політичних партій позбавляє їх відчуття політичної відповідальності, а необмежений демократичний індивідуалізм підриває в суспільстві основи дисципліни і правопорядку. Одним із прикладів такої «демократії» Липинський вважав Українську Народну Республіку.
До держав «охлократичного» типу Липинський відносить революційні диктатури, фашизм, більшовизм та ін. Для цієї системи характерне зосередження політичної й духовної влади в одних руках. Під духовною владою він розуміє не лише церковну в її традиційному розумінні, а й ідеологічну в сучасному розумінні, коли глава держави є водночас пророком і непогрішимим інтерпретатором офіційної ідеологічної доктрини. Особливістю «охлократії» є, на його думку, те, що вона в минулому складалася з кочівників, а в новітні часи — з декласованих елементів. За такого державного устрою панівною стає монолітна військово-бюрократична ланка, яка легко маніпулює юрбою.

Найприйнятнішою для України Липинський вважає «клясократію» — форму державного устрою, яка відзначається рівновагою між владою і свободою, між силами консерватизму і прогресу. В основу такого устрою повинна бути покладена правова, "законом обмежена і законом обмежуюча" конституційна монархія. На чолі держави має бути монарх (гетьман), влада якого передається в спадок і є легітимною.
«Ідея Українського Гетьманства – це ідея нового монархізму і нового аристократизму.. Ми не хочемо повороту помершого монархічного ладу, ані відродження монархії в її минулих, виродившихся формах… Гетьманство – це символ єдности Української Нації і сили Української Держави, персоніфікований в особі традиційного, національного, дідичного Гетьмана. Воно стоїть понад всіми кастами, партіями, клясами, і до нікого в нації спеціяльно не належить так само, як не може до когось спеціяльно належати і чиїмсь монополем бути само традиційне поняття Української Нації... Гетьманство – це нова форма державного життя нашої Нації, яку ми для синів і нащадків своїх тяжкою працею, жертвами й посвятою ще повинні допіру створити…».
«Нема іншого виходу з цієї нашої національної трагедії і цієї нашої споконвічної руїни, як тільки ідеологічне та організаційне відродження українського консерватизму і возстановленний власними силами його точки опори Гетьманства...» 
Пропонуючи монархічний устрій, Липинський заперечує демократію як метод організації нації, але не заперечує її як свободу. У його монархічній системі громадяни наділені свободою економічної, культурної та політичної самодіяльності, але ця свобода обмежена авторитетом сильної і стабільної влади. «Клясократія» в його розумінні є гармонійною політичною співдружністю хліборобського класу як консервативної опори держави з іншими класами. Лише ця співдружність здатна, на думку Липинського, забезпечити державотворення й організацію української нації. Утверджуючи цю ідею, він у праці "Релігія і Церква в історії України" пише: 
''"Вихід з нашої анархії лежить не в переконаннях, а в політичній акції і в організації та зміцненні наших занадто слабких та неорганізованих, консервативних, гальмуючих національних сил"'' 
Загалом ідеї Липинського не знайшли широкої підтримки. Однак багато його висновків щодо утвердження України як самостійної держави зберегли своє значення, викликаючи інтерес у сучасних політиків і політологів. Зокрема, непересічне значення мають думки про теорію еліт, які за оригінальністю можна поставити в один ряд з класичними визначеннями Г. Моски, В. Парето і Р. Міхельса. Неординарний політико-плюралістичний підхід Липинського і до питання про майбутній державний устрій України, поєднання в єдиному сплаві соціальної, політичної і релігійної толерантності щодо вирішення найважливіших суспільно-політичних проблем. Вартісним є і його теоретичне осмислення на національному ґрунті проблеми легітимності влади. На відміну від Д. Донцова, політику він розглядав не як засіб ідеологічного забезпечення влади, а як універсальний засіб, що сприяє вибору найоптимальніших методів здобуття та організації влади, досягненню суспільної злагоди, утворенню і збереженню окремої держави на українській землі, забезпеченню існування й розвитку української нації.

## Деякі цитати
В'ячеслав Липинський: 
| - "Націоналізм служить розвиткові свого народу, в той час, як інтернаціоналізм, капіталістична та соціалістична системи прагнуть стати світовим рухом, позбутися національних меж та державних кордонів, щоби набути світової інтернаціональної влади" - "Наша мета — виграти у смертельній боротьбі національних сил з інтернаціональним капіталом" - "Первородним гріхом українців єсть ідейний хаос в політиці і брак організаційної дисципліни" - "Народ ніколи не буває кращий і розумніший од своїх провідників і він не в силі вирішити того, чого вони самі вирішити не можуть" - "Возстановити Гетьманство: ось цей образ, ця ідея, в яку повинно і тепер вилитись наше хотіння держави" |

## Монархія в Україні.
- Русь
  - Київське князівство
  - Чернігівське князівство
  - Переяславське князівство
  - Галицьке князівство
  - Волинське князівство
- Королівство Руське
- Велике князівство Литовське, Руське та Жематійське
- Річ Посполита
- Гетьманська Україна
- Королівство Галичини та Володимирії
- Українська Держава

## Вплив на сучасність
Процес становлення української багатопартійності розпочався наприкінці 80-х років ХХ століття. Тоді було створено декілька партій, які мали в своїй назві слово «консервативний» – Українська Національна Консервативна партія, Українська Консервативно-Республіканська партія, Українська Консервативна партія та ін.
На сьогоднішній день в Україні діє Консервативно-Демократична партія України «Сила і Честь» в Статуті якої зазначено, що вона «є ідеологічною партією парламентського типу, яка базується на ідеології неоконсерватизму, витоки якого йдуть від практики Гетьманської Держави Павла Скоропадського та наукових досліджень Вʼячеслава Липинського…»
2013 року було започатковано створення націонал-консервативної партії «Булава» на чолі з Павлом Гай-Нижником. 24 жовтня 2017 року в Міністерстві юстиції України було офіційно зареєстровано як громадську організацію Націонал-консервативний рух «Булава» (голова - Павло Гай-Нижник.